# Xederra charactus
Xederra charactus är en insektsart som beskrevs av Rentz, D.C.F. 1985. Xederra charactus ingår i släktet Xederra och familjen vårtbitare. Inga underarter finns listade i Catalogue of Life.